# Mina Mangal
Mina Mangal, även Mena Mangal, född 1992, död 11 maj 2019 i Kabul, var en afghansk journalist, politisk rådgivare och kvinnosaksaktivist. 

## Biografi
Mangal föddes som det äldsta av sex syskon i Afghanistan. Innan hennes journalistiska karriär tog fart, utbildade hon sig till barnmorska och studerade juridik, samt intresserade sig för poesi och skrivkonst. Hon kom senare att studera journalistik vid Mashaluniversitetet i Kabul.
För att försörja sina syskon och ge dem möjlighet att utbilda sig hade Mangal flera olika arbeten. Bland annat fick hon arbete som TV-värd och blev populär under sin tid på TV-kanalerna Tolo TV, Shamshad TV, Lemar TV, och Ariana Television Network. Under denna tid blev hon känd som förespråkare för kvinnors rättigheter i Afghanistan, särskilt när det gäller utbildning och sysselsättning. 
Hennes make, som hon gifte sig med i ett arrangerat äktenskap, och hans familj såg Mangals arbete och frispråkighet i kvinnors frågor som ett hot mot deras heder, varför hon var tvungen att lämna sin första anställning efter att han misshandlat henne. En talesman för riksadvokatens kansli berättade för BBC att familjen hade lämnat in ett klagomål som hävdade att det förekom våld i hemmet vid den tiden. Makarna var gifta i tio år men skildes formellt efter en lång process. Appellationen godtogs då det fanns grund för att Mangals säkerhet inte kunde garanteras. Mangals före detta man och hans familj fortsatte dock att trakassera Mangal och uppmanade dem att gifta sig igen. Mangals familj hävdade att maken drogade Mangal och tog henne till Paktiya-provinsen, där maken torterade och slog henne. Mangals far meddelade att de så småningom fritog henne "med hjälp av några regeringstjänstemän och stamäldsten".

### Död
Enligt en talesman för inrikesministeriet sköts Mangal morgonen den 11 maj 2019 i sydöstra Kabul. Talesmannen sade att en eller flera förövare flydde från mordplatsen. Det är oklart om mordet var en terroristattack eller ett hedersmord. Familjen misstänker att Mangals före detta make eller hans familj var inblandade och anmälde den tidigare maken samt hans föräldrar. Mangal blev 26 år gammal.